# Jordan Nwora
Jordan Ifeanyi Nwora (Búfalo, Nueva York, 9 de septiembre de 1998) es un baloncestista con doble nacionalidad nigeriana y estadounidense que pertenece a la plantilla del Estrella Roja de la ABA Liga. Con 2,03 metros de estatura, juega en la posición de alero.

## Trayectoria deportiva

### Universidad

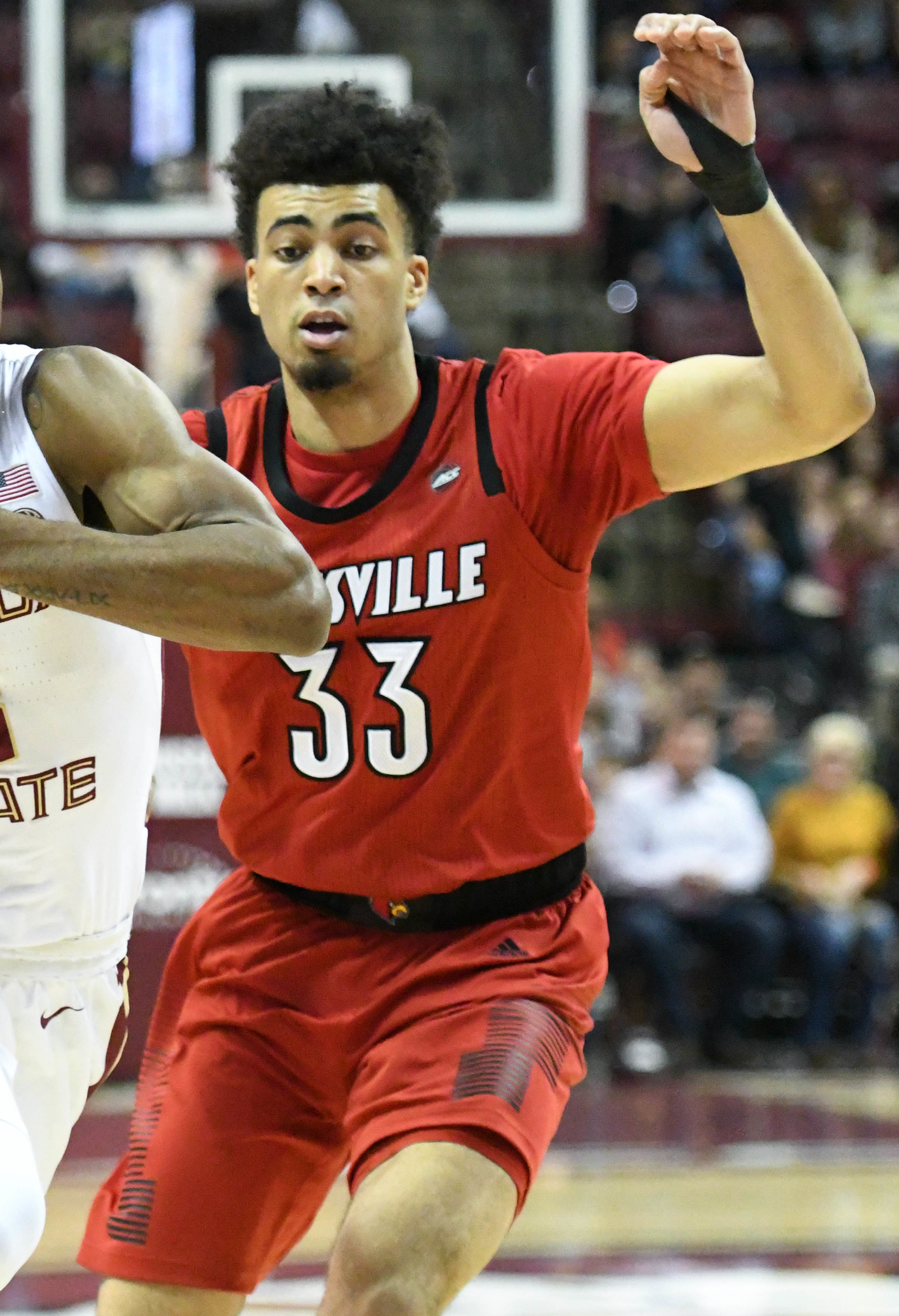
Jordan Nwora con Louisville en 2019.

Jugó tres temporadas con los Cardinals de la Universidad de Louisville, en las que promedió 13,9 puntos, 6 rebotes y 1 asistencias por partido. En su segunda temporada pasó de 5,7 puntos y 2,2 rebotes por partido a 17,0 y 7,6, la segunda mayor mejora de la División I de la NCAA y el más mejorado de la Atlantic Coast Conference, donde apareció además en el tercer mejor quinteto de la conferencia.
En su temporada júnior fue incluido en el mejor quinteto de la conferencia, quedando segundo en la votación al mejor jugador del año tras Tre Jones. Fue además incluido en el tercer equipo equipo All-American por las cuatro empresas que elaboran las listas, AP, SN, USBWA y NABC. El 6 de abril de 2020  se declaró elegible para el Draft de la NBA, renunciando al año de universidad que le quedaba.

#### Estadísticas
| Año     | Equipo     | PJ | PT | MPP  | %TC  | %3P  | %TL  | RPP | APP | ROB | TPP | PPP  |
| ------- | ---------- | -- | -- | ---- | ---- | ---- | ---- | --- | --- | --- | --- | ---- |
| 2017–18 | Louisville | 28 | 0  | 12.0 | .464 | .439 | .769 | 2.2 | .4  | .6  | .1  | 5.7  |
| 2018–19 | Louisville | 34 | 29 | 31.9 | .446 | .374 | .765 | 7.6 | 1.3 | .9  | .4  | 17.0 |
| 2019–20 | Louisville | 31 | 30 | 33.1 | .440 | .402 | .813 | 7.7 | 1.3 | .7  | .3  | 18.0 |
| Total   | Total      | 93 | 59 | 26.3 | .445 | .394 | .785 | 6.0 | 1.0 | .8  | .2  | 13.9 |

### Profesional
Fue elegido en la cuadragésimo quinta posición del Draft de la NBA de 2020 por los Milwaukee Bucks, equipo con el que firmó contrato el 24 de noviembre. El 16 de mayo de 2021 consigue la mayor anotación de su carrera con 34 puntos ante Chicago Bulls. Al término de su primera temporada, el 20 de julio de 2021 consiguió, con los Bucks, su primer anillo de campeón tras vencer a los Phoenix Suns en las Finales de la NBA.
Durante su segundo año en Milwaukee, disputó 62 encuentros con el primer equipo, 13 de ellos como titular. En septiembre de 2022, acuerda una extensión de contrato con los Bucks por dos años.
El 9 de febrero de 2023 fue traspasado a los Indiana Pacers en un intercambio de tres equipos que involucró también a los Brooklyn Nets y Milwaukee Bucks.
El 17 de enero de 2024 es traspasado, junto a Bruce Brown Jr. y Kira Lewis, a Toronto Raptors a cambio de Pascal Siakam.
En agosto de 2024 se marcha a Turquía y firma por el Anadolu Efes de la Basketbol Süper Ligi y la Euroliga.
El 8 de julio de 2025 fichó por el Estrella Roja de la ABA Liga.

### Selección nacional
En junio de 2019, Nwora fue parte del combiando nigeriano que participó en la clasificación para el Mundial de 2019, siendo su padre, Alexander Nwora el entrenador del equipo. Promedió 21,7 puntos y  8 rebotes. Ante Mali anotó 36 puntos, siendo la mayor anotación en la historia de la selección nigeriana, rompiendo el récord de 31 puntos de Ike Diogu. Al año siguiente, fue parte de la selección que disputó el Mundial 2019, acabando en 17.º lugar.
En verano de 2021, fue parte de la selección absoluta nigeriana que participó en los Juegos Olímpicos de Tokio 2020, que quedó en décimo lugar.

## Estadísticas de su carrera en la NBA
|  | Denota temporada en la que ganó un Campeonato de la NBA |

### Temporada regular
| Año     | Equipo    | PJ  | PT | MPP  | %TC  | %3P  | %TL  | RPP | APP | ROB | TPP | PPP  |
| ------- | --------- | --- | -- | ---- | ---- | ---- | ---- | --- | --- | --- | --- | ---- |
| 2020-21 | Milwaukee | 30  | 2  | 9.1  | .459 | .452 | .760 | 2.0 | .2  | .5  | .2  | 5.7  |
| 2021-22 | Milwaukee | 62  | 13 | 19.1 | .403 | .348 | .837 | 3.6 | 1.0 | .4  | .3  | 7.9  |
| 2022-23 | Milwaukee | 38  | 3  | 15.7 | .386 | .392 | .860 | 3.1 | 1.0 | .3  | .2  | 6.0  |
| 2022-23 | Indiana   | 24  | 11 | 24.6 | .476 | .422 | .721 | 4.7 | 2.1 | .5  | .3  | 13.0 |
| 2023-24 | Indiana   | 18  | 0  | 10.1 | .451 | .306 | .818 | 1.8 | 1.0 | .3  | .1  | 5.2  |
| 2023-24 | Toronto   | 34  | 1  | 15.6 | .465 | .347 | .833 | 3.4 | 1.3 | .6  | .4  | 7.9  |
| total   | total     | 206 | 30 | 16.3 | .433 | .376 | .807 | 3.2 | 1.0 | .4  | .2  | 7.6  |

### Playoffs
| Año   | Equipo    | PJ | PT | MPP | %TC  | %3P  | %TL  | RPP | APP | ROB | TPP | PPP |
| ----- | --------- | -- | -- | --- | ---- | ---- | ---- | --- | --- | --- | --- | --- |
| 2021  | Milwaukee | 5  | 0  | 6.2 | .222 | .250 | .714 | 1.8 | .2  | .0  | .2  | 3.0 |
| 2022  | Milwaukee | 8  | 0  | 2.5 | .222 | .000 | .000 | .4  | .3  | .0  | .0  | .5  |
| Total | Total     | 13 | 0  | 3.9 | .222 | .167 | .556 | .9  | .2  | .0  | .1  | 1.5 |